# مارسلو ویلاسا
مارسلو ویلاسا (انگلیسی: Marcelo Villaça؛ زادهٔ ۱۴ دسامبر ۱۹۹۴) بازیکن فوتبال اهل اسپانیا است.
از باشگاه‌هایی که در آن بازی کرده‌است می‌توان به باشگاه فوتبال خرز اشاره کرد.